# Иресе
Иресе (порт. Irecê)  —  муниципалитет в Бразилии, входит в штат Баия. Составная часть мезорегиона Северо-центральная часть штата Баия. Входит в экономико-статистический  микрорегион Иресе. Население составляет 62 197 человек на 2006 год. Занимает площадь 313,695 км². Плотность населения — 198,3 чел./км².

## История
Город основан 31 мая 1933 года. 

## Статистика
- Валовой внутренний продукт на 2003 год составляет 157 419 184,00 реалов (данные: Бразильский институт географии и статистики).
- Валовой внутренний продукт на душу населения на 2003 год составляет 2623,22 реалов (данные: Бразильский институт географии и статистики).
- Индекс развития человеческого потенциала на 2000 год составляет 0,666 (данные: Программа развития ООН).

## География
Климат местности: полупустыня.